# Parapsammophila funerea
Parapsammophila funerea är en biart som först beskrevs av Nurse 1903.  Parapsammophila funerea ingår i släktet Parapsammophila och familjen grävsteklar. Inga underarter finns listade i Catalogue of Life.